# Арстанбеков Аубакір Абдраїмович
Аубакір Абдраїмович Арстанбеков (каз. Әубәкір Әбдірайымұлы Арыстанбеков;7 січня 1908, аул № 2 Карабалицької волості Кустанайського повіту Тургайської області, тепер Костанайської області, Казахстан — 13 березня 1970, місто Алма-Ата, тепер Алмати, Казахстан) — радянський діяч державної безпеки, голова КДБ при РМ Казахської РСР, генерал-майор. Депутат Верховної ради Казахської РСР 2—5-го скликань. Депутат Верховної ради СРСР 6-го скликання.

## Біографія
Народився в родині наймита. З травня 1921 до листопада 1923 року був пастухом та наймитом у баїв аулу № 2 Карабалицької волості. У листопаді 1923 — вересні 1927 року навчався в середній школі казакської комуни села Бурлі Карабалицького району. З вересня 1927 до листопада 1929 року — учень педагогічного технікуму в Кустанаї.
У листопаді 1929 — серпні 1930 року — завідувач облікового столу Кустанайського окружного комітету ВЛКСМ. У серпні 1930 — листопаді 1931 року — секретар Семиозерського районного комітету ВЛКСМ Актюбинської області Казакської АРСР.
У листопаді 1931 — жовтні 1934 року — практикант, помічник уповноваженого Семиозерського районного відділу ДПУ Казакської АРСР.
Член ВКП(б) з грудня 1931 року.
У жовтні 1934 — березні 1936 року — помічник уповноваженого економічного відділення УДБ УНКВС по Актюбинській області Казакської АРСР.
У березні 1936 — листопаді 1937 року — начальник Амангельдинського районного відділу УНКВС Актюбинської області Казахської РСР.
У листопаді 1937 — 1939 року — помічник начальника 3-го відділення УДБ УНКВС по Кустанайській області Казахської РСР. У 1939 — липні 1940 року — начальник слідчої частини УНКВС по Кустанайській області.
У липні 1940 — квітні 1941 року — старший слідчий слідчої частини, старший оперуповноважений 5-го відділення НКВС  Казахської РСР.
У квітні — серпні 1941 року — заступник начальника 1-го відділу НКДБ Казахської РСР.
У серпні 1941 — травні 1943 року — заступник начальника розвідувального відділу НКВС Казахської РСР.
У травні 1943 — жовтні 1944 року — заступник начальника 1-го відділу НКДБ Казахської РСР.
У жовтні 1944 — 14 червня 1947 року — начальник УНКДБ (УМДБ) Казахської РСР по Джамбульській області.
14 червня 1947 — 4 вересня 1951 року — начальник УМДБ Казахської РСР по Семипалатинській області.
4 вересня 1951 — 18 лютого 1952 року — начальник УМДБ Казахської РСР по Південно-Казахстанській області.
18 лютого 1952 — 16 березня 1953 року — заступник міністра державної безпеки Казахської РСР.
31 березня 1953 — 18 травня 1954 року — начальник УМВС Казахської РСР по Карагандинській області.
У 1953 році заочно закінчив чотири курси Казахського педагогічного інституту імені Абая в Алма-Аті.
З 18 травня до 16 липня 1954 року — в.о. начальника, 16 липня 1954 — 9 січня 1956 року — начальник УКДБ при РМ Казахської РСР по Карагандинській області.
9 січня 1956 — 12 квітня 1960 року — 1-й заступник голови КДБ при РМ Казахської РСР. З 20 травня до 31 серпня 1959 року — в.о. голови КДБ при РМ Казахської РСР.
12 квітня 1960 — 6 листопада 1963 року — голова КДБ при РМ Казахської РСР.
19 грудня 1963 року через хворобу звільнений з КДБ на пенсію. У 1967—1970 роках — в.о. начальника відділу кадрів Академії наук Казахської РСР у Алма-Аті.
Помер 13 березня 1970 року в місті Алма-Аті (Алмати). Похований на Центральному цвинтарі.

## Звання
- молодший лейтенант державної безпеки (7.04.1936)
- лейтенант державної безпеки (31.07.1939)
- старший лейтенант державної безпеки (6.11.1942)
- майор державної безпеки (11.02.1943)
- підполковник державної безпеки (5.11.1944)
- полковник (21.04.1949)
- генерал-майор (14.01.1956)

## Нагороди
- орден Червоного Прапора (1.06.1951)
- орден Червоної Зірки (30.04.1946)
- два ордени «Знак Пошани» (20.09.1943,)
- медалі
- знак Почесний співробітник держбезпеки (23.12.1957)